# Gare de Montfort-l'Amaury - Méré
Pour les articles homonymes, voir Gare de Montfort.
La gare de Montfort-l'Amaury - Méré est une gare ferroviaire française de la ligne de Saint-Cyr à Surdon, située sur le territoire de la commune de Méré, à proximité de Montfort-l'Amaury, dans le département des Yvelines, en région Île-de-France.
C'est une gare de la Société nationale des chemins de fer français (SNCF) desservie par les trains de la ligne N du Transilien (réseau Paris-Montparnasse).

## Situation ferroviaire
Établie à 94 m d'altitude, la gare de Montfort-l'Amaury - Méré est située au point kilométrique (PK) 44,324 de la ligne de Saint-Cyr à Surdon, entre les gares de Villiers - Neauphle - Pontchartrain et de Garancières - La Queue.

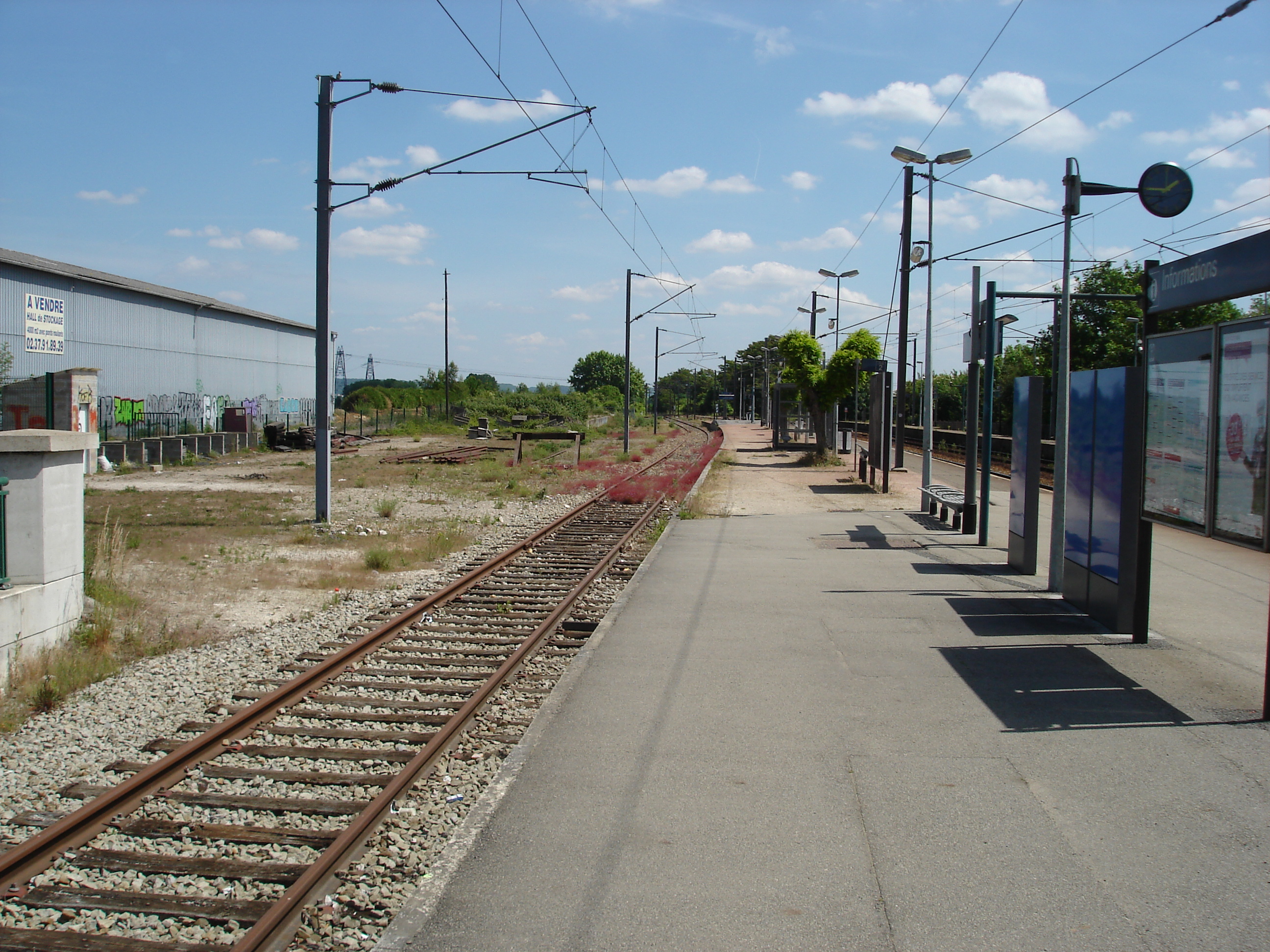
Le quai central.

## Histoire
Elle est mise en service le 15 juin 1864 avec l'ouverture de la voie entre la gare de Saint-Cyr et la gare de Dreux.
Depuis le 14 décembre 2008, à la suite de la mise en place du cadencement des trains sur la ligne commerciale Paris - Dreux, la gare n'est plus un terminus intermédiaire de ligne.
En 2011, 1 040 voyageurs ont pris le train dans cette gare chaque jour ouvré de la semaine.
En 2022, la SNCF estime la fréquentation annuelle de la gare à 530 991 voyageurs.

## Service des voyageurs

### Accueil
Gare SNCF, elle dispose d'un bâtiment voyageurs avec guichet, d'automate Transilien, d'automate Grandes lignes, du système d'information sur les circulations des trains en temps réel, d'ascenseurs et de boucles magnétiques pour personnes malentendantes.
Le guichet est ouvert du lundi au vendredi.
Elle est équipée d'un quai latéral et d'un quai central : 
- le quai 2 (latéral) dispose d'une longueur utile de 233 m pour la voie 1,
- le quai 1 (central) d'une longueur utile de 248 m pour les voies 2 et 3[5].

Les deux quais possèdent des abris voyageurs. Le changement de quai se fait par un passage souterrain.

### Desserte
En 2012, la gare est desservie par des trains de la ligne N du Transilien (branche Paris - Dreux), à raison d'un train toutes les heures, sauf aux heures de pointe où la fréquence est d'un train toutes les 30 minutes (missions DAPO ou PADO). 
Également aux heures de pointe, des missions supplémentaires (deux le matin et une le soir) sont rajoutées ne desservant que les gares de Houdan et de Monfort l'Amaury-Méré entre Plaisir-Grignon et Dreux (missions DAPA ou PADA).
Le temps de trajet est d'environ : 
- 10 minutes depuis Plaisir-Grignon ;
- 24 minutes depuis Versailles-Chantiers ;
- 33 minutes depuis Dreux ;
- 34 minutes depuis Paris-Montparnasse.

### Intermodalité
La gare est desservie par les lignes 1, 15, 16, 17, 35, 39, 40, 45, 49 et  Express 67 & 67D du réseau de bus Centre et Sud Yvelines et par le service de transport à la demande « TàD Houdan - Monfort ».
Un parking pour les véhicules (payant) et les vélos y est aménagé.

## Service des marchandises
Cette gare est ouverte au trafic du fret.

## Galerie de photos

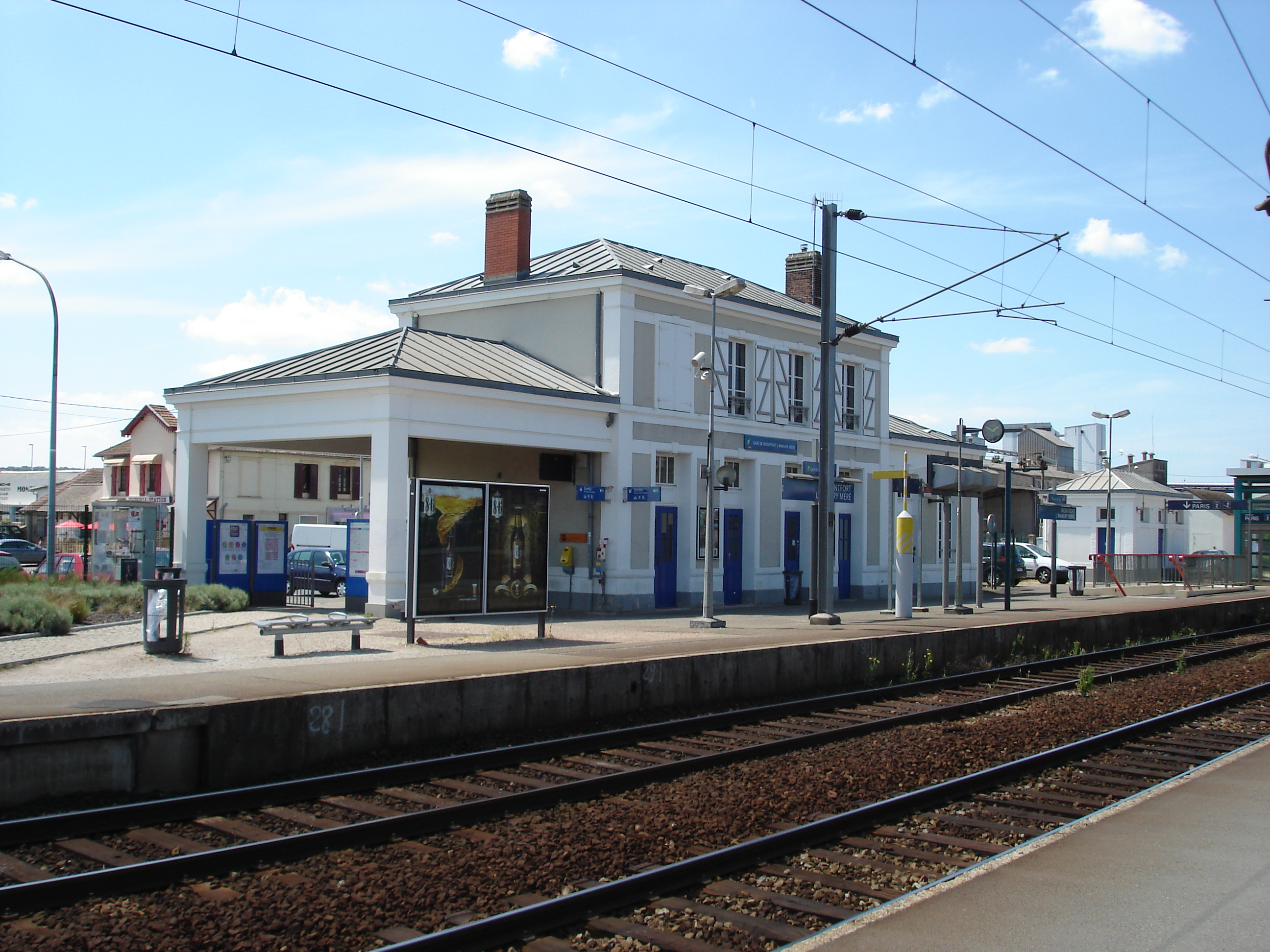
Le bâtiment voyageurs.
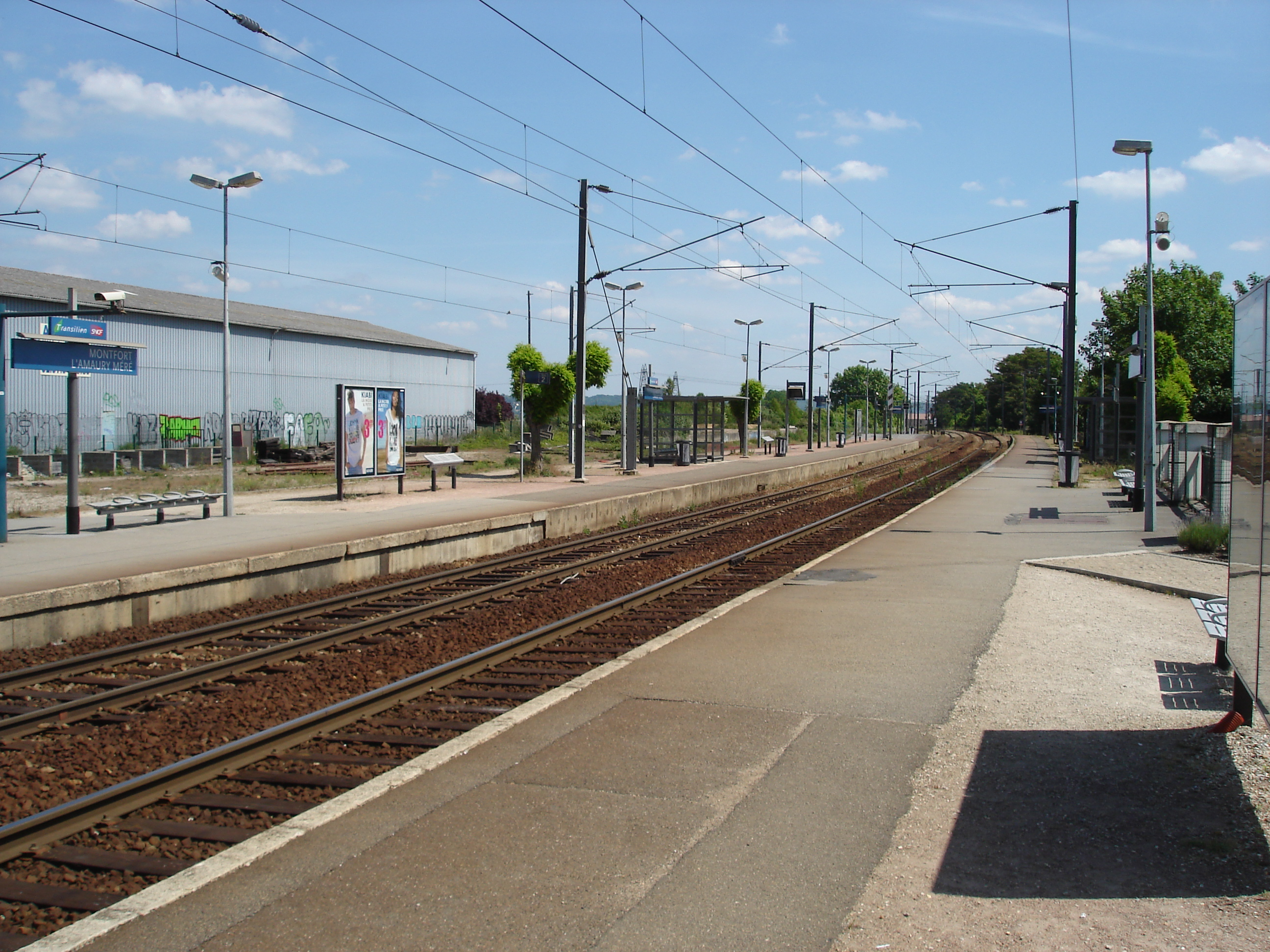
Vue vers Paris.
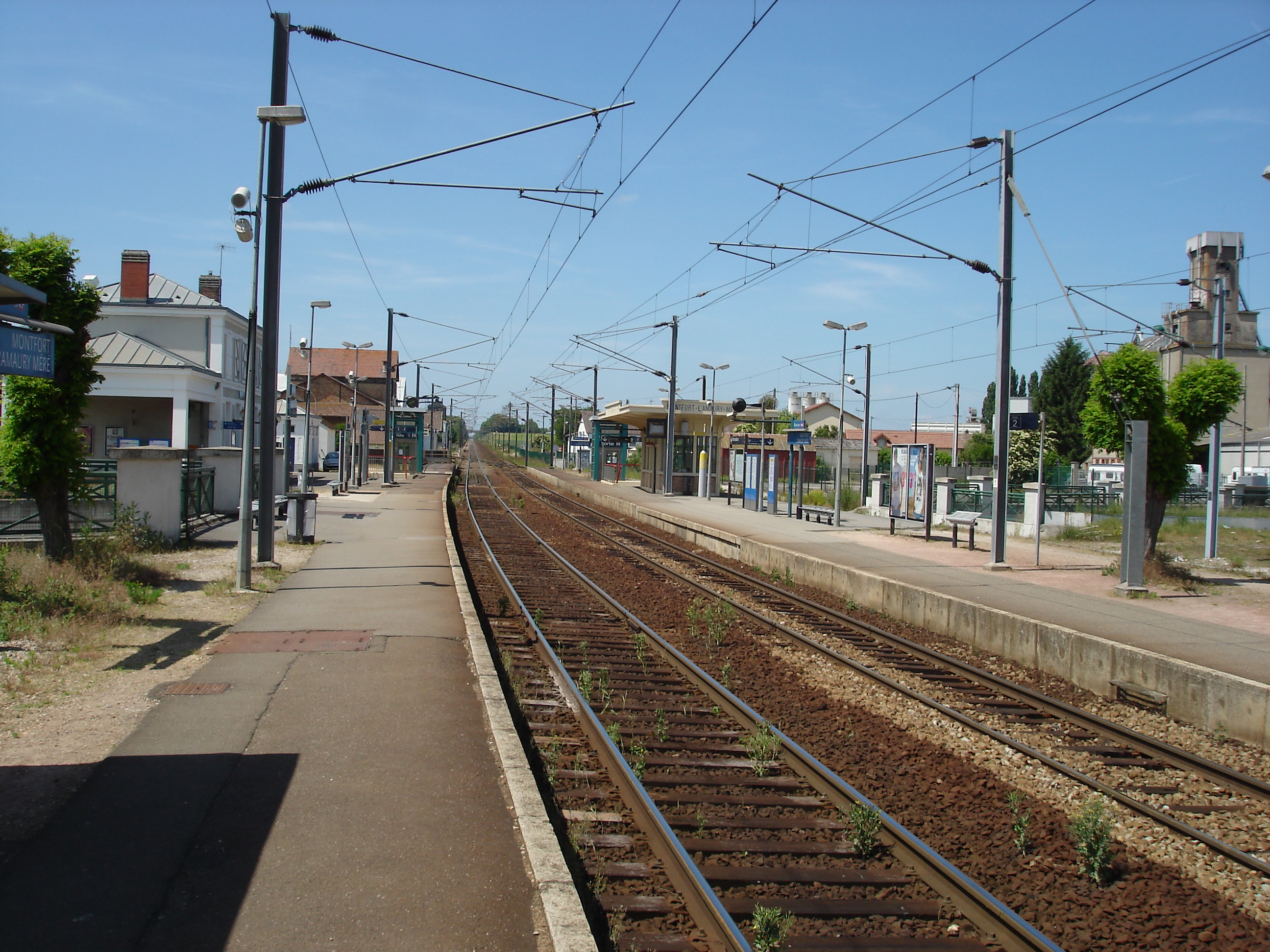
Vue vers Dreux.
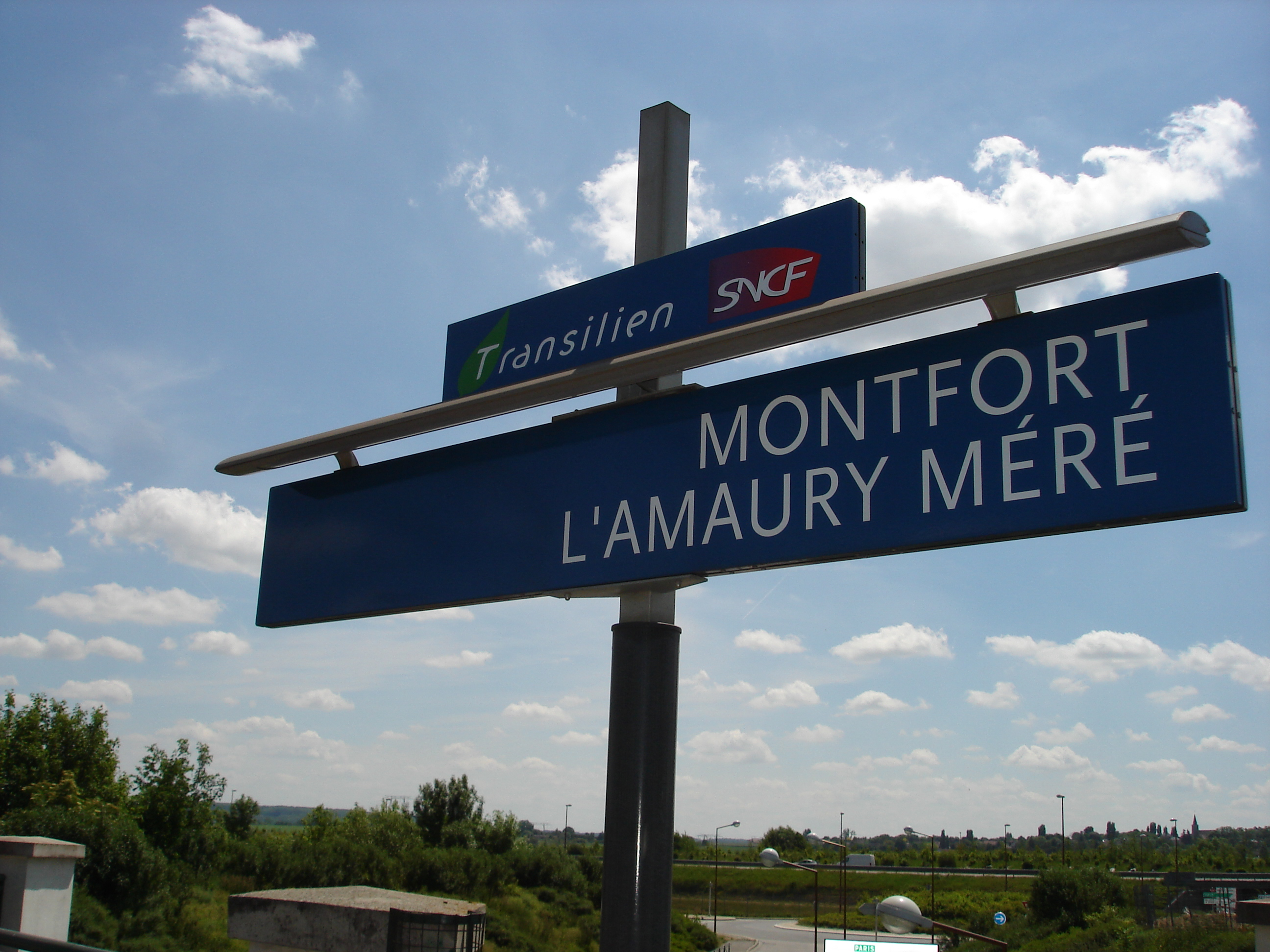
Panneau indiquant le nom de la gare.